# Страна садов
«Страна садов», или «Садовый штат» (англ. Garden State) — вышедший в 2004 году драматический фильм, режиссёром, сценаристом и исполнителем главной роли в котором выступил Зак Брафф, до того известный в первую очередь по сериалу Клиника.

## Сюжет
Эндрю снится ночной кошмар: он летит на самолёте, который должен вот-вот разбиться: все вокруг в панике, но Эндрю даже во сне сохраняет абсолютное равнодушие.
Эндрю Ларджмен — молодой актёр и сценарист, не так давно он сыграл умственно отсталого квотербека, а теперь работает во вьетнамском ресторане. Уже долгое время Эндрю безразличен ко всему, что происходит вокруг, настолько, что может показаться, его не очень трогает и полученная с утра весть о смерти матери. Чтобы принять участие в её похоронах, Эндрю покидает Лос-Анджелес и возвращается домой в Нью-Джерси, где он не был уже девять лет.
На похоронах матери Эндрю узнаёт в работниках кладбища старых друзей, те приглашают его на вечеринку, где он также встречает немало своих знакомых, но и здесь у Эндрю, вроде бы, не возникает большого интереса к происходящему.
С отцом у Эндрю сложные отношения, и их общение проходит достаточно напряженно. Эндрю жалуется на появившиеся головные боли, а отец советует ему показаться к своему знакомому — хорошему врачу. Врач полагает, что боли могут быть вызваны психотропными препаратами, которые с детства принимает Эндрю по настоянию своего отца-психиатра.
Ожидая приёма у доктора, Эндрю знакомится с девушкой по имени Сэм (Саманта), которая является патологической лгуньей. Позже она объясняет, что в большинстве случаев она не знает, почему она лжет.

## В ролях
| Актёр           | Роль            |
| --------------- | --------------- |
| Зак Брафф       | Эндрю Ларджман  |
| Натали Портман  | Сэм             |
| Питер Сарсгаард | Марк            |
| Иэн Холм        | Гидеон Ларджман |
| Алекс Бёрнс     | Дэйв            |
| Армандо Риеско  | Джесси          |
| Рон Либман      | доктор Коэн     |
| Джим Парсонс    | Тим             |
| Method Man      | Диего           |

## Музыка
Саундтрек к фильму был скомпонован Заком Браффом, за эту компиляцию в 2005 году он получил награду «Грэмми» в номинации «Best Compilation Soundtrack Album for a Motion Picture, Television or Other Visual Media».

## Награды и номинации

### Награды
- 2005 — премия «Грэмми» за лучший саундтрек-компиляцию (Зак Брафф)
- 2005 — премия «Независимый дух» за лучший дебютный фильм (Зак Брафф, Памела Эбди, Гари Гилберт, Дэн Холстед, Ричард Клубек)
- 2004 — две премии Национального совета кинокритиков США: специальное упоминание, лучший режиссёрский дебют (Зак Брафф)
- 2004 — приз Стокгольмского кинофестиваля лучшему актеру (Питер Сарсгаард)

### Номинации
- 2004 — номинация на премию «Независимый дух» за лучший дебютный сценарий (Зак Брафф)
- 2005 — 3 номинации на премию MTV Movie Awards: лучшая женская роль (Натали Портман), лучший поцелуй (Натали Портман, Зак Брафф), прорывное исполнение мужской роли (Зак Брафф)
- 2004 — номинация на Гран-при жюри кинофестиваля «Санденс» (Зак Брафф)

## Критика
Журналом Total Film фильм был оценен как «Свежий, глубокий и воодушевляющий».
Отзыв журнала Hotdog Magazine об этом фильме был: «Самая хипповая (живая, энергичная) история любви всех времён».
Эрик Чилдресс с сайта eFilmCritic.com написал, что фильм «Красивый и забавный… Близкий и настоящий».
Дэвид Энсен из журнала Newsweek в связи с этим фильмом отметил, что «Зак Брафф обладает гениальным кинематографическим чутьём и полон талантов».
Трейлер к фильму победил в музыкальной номинации конкурса трейлеров «Golden Trailer Awards».